# George Cornet
George Thomson Cornet ( Inverness, 15 de julho de 1877 - 22 de abril de 1952) foi um jogador de polo aquático britânico, bicampeão olímpico.
George Cornet fez parte do elenco campeão olímpico de Londres 1908 e Estocolmo 1912